# Dværgblåfugl
Dværgblåfugl (Cupido minimus) er en sommerfugl i blåfuglefamilien. Arten er vidt udbredt i Europa og i den tempererede del af Asien. Den kan i Danmark ses i størstedelen af Jylland, Fyn og Sjælland, men ikke på øer som Langeland, Bornholm og Lolland-Falster. Dværgblåfugl, der er Danmarks mindste dagsommerfugl, lever i klitter, på skråninger med blottet jordlag, overdrev og i grusgrave, og den er her tæt knyttet til planten rundbælg.
Arten blev videnskabeligt beskrevet af schweizeren Johann Kaspar Füssly (1743 – 1786) i 1775.

## Udseende
Dværgblåfuglen kan kendes på sin ringe størrelse, blygrå underside med de fine prikker og sin brune overside. Hannen har dog en tynd sølvblå bestøvning, der som regel forsvinder efter nogle dage. Den kan sommetider forveksles med engblåfugl, der har en mere brun grundfarve på undersiden. Hannens vingefang er omkring 20 millimeter og hunnens omkring 24 millimeter.

## Livscyklus
I Danmark ses normalt en enkelt generation om året. Flyvetiden er fortrinsvis i maj, juni og juli. Æggene klækkes inden en uge og larven er udvokset i løbet af juli. Herefter sætter den sig til overvintring og er i dvale gennem efteråret og vinteren. I april forpupper den sig og den voksne sommerfugl kommer frem efter nogle uger.

## Larvens foderplanter
Sommerfuglelarver er specialiserede til kun at æde nogle få planter. Dværgblåfuglens larve lever på rundbælg.